# GMC Hummer EV
La GMC Hummer EV (chiamato anche semplicemente Hummer EV o HEV) è un SUV elettrico di grandi dimensioni prodotto dalla casa automobilistica statunitense General Motors a partire dal 2021.
La Hummer EV è stata lanciata nell'ottobre 2020 attraverso un evento in diretta streaming. Il sottomarchio Hummer EV è composto da un pick-up (SUT) e da uno Sport Utility Vehicle (SUV), lanciato nell'aprile 2021.

## Origini e contesto
La Hummer EV affonda le sue radici nel marchio Hummer, di cui General Motors è proprietaria. Il marchio Hummer era già esistito in passato ed era stato utilizzato per i modelli H1, H2 e H3, fino alla sua dismissione avvenuta il 1º giugno 2009 come parte di una strategia di risanamento in seguito alla bancarotta della General Motors.

## Descrizione
Al lancio la vettura è disponibile in un'unica versione chiamata Edition 1. Tutti gli esemplari sono verniciati di bianco con il tetto nero con ruote color bronzo e interni bicolore nero e grigio e badge Edition 1.
La Edition 1 è dotato di tre motori elettrici per un totale di 1000 cavalli, circa 350 miglia di autonomia e viene fornita con il pacchetto Extreme Off-Road, che include pneumatici da fango da 35 pollici, piastre paramotore e protezione in plastica per la carrozzeria.
Una delle caratteristiche introdotte con l'Hummer EV e fornita di serie nell'allestimento Edition 1 con il sistema denominato "Crab Walk", che consente all'Hummer EV di percorrere brevi tratti a bassa andatura mentre si fa manovra in diagonale utilizzando le quattro ruote sterzanti. Edition 1 include anche delle telecamere nel sottoscocca per una più facile manovrabilità e visibilità in fuoristrada, sospensioni pneumatiche adattive, rinforzi nel sottoscocca in acciaio, cruise control adattivo (sistema di assistenza alla guida che consente il cambio di corsia automatico e la guida se mani sul volante su autostrade compatibili che sono state precedentemente mappate dalla GM), una chiave digitale, pannelli del tetto rimovibili.
L'Hummer EV viene prodotto nello stabilimento di Detroit/Hamtramck Assembly della GM nel Michigan. La società ha investito 2,2 miliardi di dollari nell'ammodernamento dell'impianto per la produzione di veicoli elettrici.
Il 30 gennaio 2020 la GM ha distribuito tre video teaser dell'Hummer EV. Questi teaser sono stati seguite dal annuncio ufficiale durante il Super Bowl LIV il 2 febbraio 2020 con LeBron James come testimonial.
La presentazione ufficiale, prevista per il 20 maggio 2020, è stata rinviata a causa della pandemia di coronavirus, venendo presentato il 20 ottobre 2020.